# ニェエンガトゥ語
ニェエンガトゥ語（ニェエンガトゥご、Nheengatu）とは、トゥピ・グアラニー語族に属するアメリカ先住民の言語である。名称については、ポルトガル語で「アマゾン一般言語」を意味するリンガ・ジェラール・ダ・アマゾニアlíngua geral da Amazôniaやリンガ・ジェラール・アマゾニカlíngua geral amazônica、さらにはラテン語で「ブラジル語」を意味するリンガ・ブラシリカlingua brasilicaなどと呼ばれることもある。この言語は、もともと17世紀のブラジル北部でリングワ・フランカとして用いられていたのが、現在に至ってニェンガトゥ語、リンガ・ジェラールと呼ばれるようになったものであり、ブラジル北部のリオネグロ地方、コロンビア、ベネスエラでは今なお使用されている。

## 現状
話者数はエスノローグによれば8,000名前後だが、ニューヨーク・タイムズ紙のラリー・ローター記者によれば30,000名ほどが現存するとされ、長年にわたって抑圧されてきたにもかかわらず、最近になって再びその価値を認められ、かつての勢いを取り戻しつつある。
ニェエンガトゥ語は、ブラジルのアマゾナス州に位置するリオネグロ地方で話されているが、コロンビアやベネスエラの隣接する一帯でも用いられており、この地域の現地住民はニェンガトゥ語を第一言語としている。また先住民と非先住民との間での共通語として、さらには異なる部族に属する先住民同士の共通語としても使用されるほか、バレ族やアラパソ族など自らの民族語を失った先住民が、自らのアイデンティティーを確かめるための手段とする例もある。なおニェエンガトゥ語は、2003年よりアマゾナス州のムニシピオであるサンガブリエル・ダ・カショエイラにおいて、ポルトガル語と並ぶ公用語の地位を認められている。

## 歴史
ニェエンガトゥ語の起源はトゥピナンバ語である。これはマラニョン州やパラー州といったブラジル北部の沿岸部に居住するトゥピ族の話していた言葉で、イエズス会士がトゥピ語のいち方言に過ぎなかったトゥピナンバ語から語彙や発音を取り出し、ポルトガル語文法の枠組みにはめ込むことで生み出された標準語であった。
ニェエンガトゥ語の絶頂期は18世紀に訪れた。ニェエンガトゥ語とも密接な関係にある、同じように南部で生み出されたリンガ・ジェラール・パウリスタと併せ、ニェエンガトゥ語は広大なブラジルの至る所で有力言語として話されるようになった。また、先住民の用いる言語としてだけではなく、ヨーロッパ人の子孫である入植者も日常言語として用いるようになっていた。ニェエンガトゥ語が内陸部に持ち込まれ、アマゾン地方一帯に広まっていったのも、この17世紀から18世紀にかけてのことである。
しかしその後、ニェエンガトゥ語は次第に使われなくなっていく。カルヴァーリョによるポルトガル語の強制（1758年）や、イエズス会のブラジルからの追放（1759年）などがその一因であるが、ポルトガルからの移民の流入もまた原因のひとつであった。
こうして数世紀にもわたり抑圧を被ったにもかかわらず、しかも元来はニェエンガトゥ語とは関係のない言葉が話されていたリオネグロ地方においてニェエンガトゥ語が生き残ったことは、たとえ往時の勢いの大半が失われてしまっていたとしても、驚くべきことである。
前述したリンガ・ジェラール・パウリスタは措くとして、ニェエンガトゥ語と近しい関係のある言語に、パラグアイで話されるグアラニー語がある。リンガ・ジェラール・パウリスタは死語となってしまったが、グアラニー語は途絶える気配も見せず、同国で幅広く用いられ、公用語のひとつにも指定されている。なおニェエンガトゥ語とグアラニー語は互いに理解可能だとも言われる。